# Ligue ACT 2003
La Ligue San Miguel ou Ligue ACT est la ligue de catégorie maximale de l'aviron dans la Cote cantabrique. Elle a été créée par l'Association des Clubs de traînières le 2 juillet 2003 après l'accord conclu par les Gouvernements les Communautés Autonomes des Asturies, de Cantabrie, de Galice et du Pays basque.
L'été 2003 s'est déroulée sa première édition avec la victoire d'Astillero, la descente de Zarautz et la promotion de Trintxerpe.

## Résultats
| Classement Points (Victoires) | Équipe                    | Nom de la Trainière | Localité (Province)                    |
| 1er. 162 (11)                 | Astillero                 | San José XII        | El Astillero ( Cantabrie)              |
| 2e. 143 (2)                   | Mecos Mondariz            | Mequiña             | El Grove (Pontevedra Galice)           |
| 3e. 131 (1)                   | Pasaia Donibane Iberdrola | Erreka              | Pasaia (Guipuscoa Pays basque)         |
| 4e. 127 (2)                   | Groupe Eibar Orio         | Txiki               | Orio (Guipuscoa Pays basque)           |
| 5e. 112 (1)                   | Naturhouse Castro         | La Marinera         | Castro-Urdiales ( Cantabrie)           |
| 6e. 110                       | Cabo da Cruz              | Cabo da Cruz        | Boiro (La Corogne Galice)              |
| 7e. 97 (1)                    | Hondarribia               | Ama Guadalupekoa    | Fontarrabie (Guipuscoa Pays basque)    |
| 8e. 92                        | Urdaibai Umpro Avia       | Bou Bizkaia         | Bermeo (Biscaye Pays basque)           |
| 9e. 73                        | Pedreña                   | Marina de Cudeyo    | Pedreña, Marina de Cudeyo ( Cantabrie) |
| 10e. 52                       | Tirán Pereira             | Pereira             | Moaña (Pontevedra Galice)              |
| 11e. 48                       | Grafilur Isuntza SuperBM  | Isuntza             | Lekeitio (Biscaye Pays basque)         |
| 12e. 23                       | Zarautz Inmobiliaria Orio | Enbata              | Zarautz (Guipuscoa Pays basque)        |